# Riddings
Riddings – wieś w Anglii, w hrabstwie Derbyshire, w dystrykcie Amber Valley. Leży 18 km na północny wschód od miasta Derby i 193 km na północny zachód od Londynu.